# Karl Heinz Stryczek
Karl Heinz Stryczek (* 5. Mai 1937 in Nikelsdorf (Oberschlesien); † 24. Januar 2018 in Radebeul) war ein deutscher Kammersänger der Stimmlage Bassbariton.

## Leben und Werk
Stryczek studierte an der Leipziger Musikhochschule bei Peter Russ. 1959 war er Preisträger bei Gesangswettbewerben in Wien und Toulouse und 1963 beim Schumann-Wettbewerb in Zwickau.
Von 1961 bis 1964 war er Studiomitglied der Staatsoper Dresden, wo er bereits kleinere Bühnenpartien sang. Von 1964 bis 1970 wirkte er an den Landesbühnen Sachsen in Radebeul, von 1970 bis zu seinem Bühnenabschied im Frühjahr 2002 als Nachtwächter in den Meistersingern von Nürnberg wieder an der Staatsoper Dresden. Über viele Jahre hinweg gastierte er  an der Staatsoper Berlin. Sein eigentliches Bühnendebüt gab Stryczek 1964 an den Landesbühnen Sachsen Dresden-Radebeul als Germont-Père in La traviata von Verdi. 1966 wurde er an die Staatsoper Dresden berufen, seit 1970 war er zugleich mit der Berliner Staatsoper verbunden. 1973 wirkte er in Dresden bei der Uraufführung von Levins Mühle von Udo Zimmermann, am 21. Dezember 1974 an der Staatsoper Berlin in der Uraufführung der Oper Sabellicus von Rainer Kunad in der Titelrolle mit. 1998 wirkte Stryczek bei der Uraufführung der Oper Thomas Chatterton von Matthias Pintscher auf. Als Gast sang Stryczek an der Grand Opéra Paris, an der Oper von Leningrad, an der Nationaloper von Helsinki und bei den Festspielen von Wiesbaden. Stryczek gestaltete auf der Bühne in erster Linie dramatische und Charakterrollen wie den Pizarro im Fidelio, den Wozzeck, den Grafen in Figaros Hochzeit, den Scarpia in Tosca, den Amonasro in Aida, den Jago im Otello und den Carlos in Verdis La forza del destino, den Telramund im Lohengrin und den Jochanaan in Salome von Richard Strauss. 1994 trat er in Dresden als Oger in der modernen Oper Melusine von Aribert Reimann auf.
Neben seinen Orff-Aufnahmen unter Herbert Kegel war er auch bei den Eterna-Opernquerschnitten von Lohengrin (als Telramund) und Aida (als Amonasro) beteiligt, ebenso als Donner an der Gesamtaufnahme Das Rheingold unter Marek Janowski beteiligt.
Neben seiner Bühnentätigkeit war Stryczek  hoch erfolgreich als Konzert- und Oratoriensänger. Als Konzertsänger stechen Auftritte in Beethovens Neunter und Orffs Carmina Burana heraus. Stryczek war auch als Musikpädagoge tätig.
Karl Heinz Stryczek starb am 24. Januar 2018 in Radebeul. Die Trauerfeier fand auf dem Friedhof Radebeul-West statt, anschließend wurde er auf See bestattet.

## Auszeichnungen
- 1975: Kunstpreis der DDR